# Joannie Rochette
Pour les articles homonymes, voir Rochette.
Ne doit pas être confondue avec l'écrivaine québécoise Joanne Rochette (1965-).
Joannie Rochette, née le 13 janvier 1986 à La Visitation-de-l'Île-Dupas, est une patineuse artistique canadienne. Elle est championne canadienne depuis 2005 et monte sur le podium du championnat canadien depuis 2000. Joannie Rochette est la première canadienne à remporter le titre national dans trois catégories différentes : novice, junior et senior.
Après cette vie sportive, Joannie Rochette a choisi d'embrasser le métier de médecin et est sortie en 2020 diplômée en médecine de l'Université McGill. Forte de cette nouvelle compétence, elle a décidé de s'engager dans un centre d'hébergement de soins de longue durée (CHSLD).
Elle est récipiendaire, en 2005, de la Médaille de l'Assemblée nationale.

## Biographie

### Enseignement
Elle fréquente l'école secondaire Antoine-de-Saint-Exupéry à Montréal.

### Carrière sportive
À sa première participation aux Jeux olympiques d'hiver de 2006, Joannie Rochette a terminé 5e. Classée 9e au programme court, elle a remonté à la 5e position du programme libre enregistrant ainsi la deuxième meilleure marque technique de ces jeux.
Sa participation aux Jeux olympiques de Vancouver de 2010, est endeuillée par le décès brutal de sa mère d'une crise cardiaque à peine arrivée dans la ville Olympique quelques heures auparavant. Deux jours plus tard, elle exécute un excellent programme court. Selon Radio Canada « la patineuse de l'île Dupas a présenté son plus beau programme court de la saison sur les rythmes du tango La Cumparsita. Elle a obtenu 71,36 points, un sommet en carrière, dans des conditions extrêmement pénibles, après la mort tragique de sa mère, le dimanche 21 février 2010. » Elle gagne ainsi le 3e rang du programme court de patinage artistique, avant le programme libre. Elle remporta finalement la médaille de bronze aux Jeux Olympiques de Vancouver 2010. Elle porte le drapeau du Canada lors de la cérémonie de clôture des Jeux Olympiques de Vancouver le 28 février 2010.
En 2013, elle intègre la distribution du spectacle musical Skatemania au côté de Nadja, Marc Dupré, Mario Pelchat, Jamie Salé et David Pelletier entre autres.

### Vie privée
Joannie Rochette est depuis 2010 partisane de Vision Mondiale et participe activement aux activités de l'organisme.
En juillet 2013, Joannie Rochette effectue son premier saut en parachute en tandem à Farnham, dans la province de Québec au Canada, les images seront par la suite diffusées dans l'émission TV Sucré salé sur TVA.
En 2016 Joannie Rochette a gagné avec Jonas les dieux de la danse saison 1.
En avril 2020, elle a obtenu son diplôme en médecine à McGill et travaille maintenant en CHSLD durant la pandémie du Covid-19.
Joannie Rochette est impliquée en tant que porte-parole de la Fondation des maladies du cœur et de l'AVC du Canada. La mère de celle-ci est décédée des suites d'une crise cardiaque.

## Palmarès
| Compétition                   | 2001    | 2002    | 2003    | 2004    | 2005    | 2006    | 2007    | 2008    | 2009    | 2010    |  |  |  |  |
| Jeux olympiques d'hiver       |         |         |         |         |         | 5e      |         |         |         | 3e      |  |  |  |  |
| Championnats du monde         |         |         | 17e     | 8e      | 11e     | 7e      | 10e     | 5e      | 2e      | F       |  |  |  |  |
| Quatre continents             |         | 9e      | 8e      | 4e      | F       | F       | 3e      | 2e      | 2e      | F       |  |  |  |  |
| Championnats du Canada        |         | 3e      | 2e      | 2e      | 1re     | 1re     | 1re     | 1re     | 1re     | 1re     |  |  |  |  |
| Championnats du monde juniors | 8e      | 5e      |         |         |         |         |         |         |         |         |  |  |  |  |
|                               |         |         |         |         |         |         |         |         |         |         |  |  |  |  |
| Grand Prix ISU                | 2000/01 | 2001/02 | 2002/03 | 2003/04 | 2004/05 | 2005/06 | 2006/07 | 2007/08 | 2008/09 | 2009/10 |  |  |  |  |
| Finale du Grand Prix          |         |         |         |         | 3e      |         |         |         | 4e      | 5e      |  |  |  |  |
| Skate Canada                  |         |         |         | 10e     |         | 2e      | 1re     | 3e      | 1re     | 1re     |  |  |  |  |
| Coupe de Chine                |         |         |         |         | 3e      |         |         |         |         | 3e      |  |  |  |  |
| Trophée de France             |         |         |         |         | 1re     | 4e      | 4e      |         | 1re     |         |  |  |  |  |
| Coupe de Russie               |         |         |         | 4e      |         |         |         | 3e      |         |         |  |  |  |  |
| Légende : F = Forfait         |         |         |         |         |         |         |         |         |         |         |  |  |  |  |

## Programmes
| Saison    | Programme court                                                                      | Programme libre                                                                                              | Programme d’exhibition             |
| --------- | ------------------------------------------------------------------------------------ | --- | ---------------------------------- |
| 2008/09   | Summertime par George Gershwin                                                       | Concerto d'Aranjuez par Joaquin Rodrigo                                                                      | Die another day par Madonna        |
| 2007/08   | Piano Concerto No. 1 par Piotr Ilitch Tchaïkovski Piano Concerto par Robert Schumann | N'as-tu pas Honte, Un grand homme est mort, Aimer par Felix Gray de la comédie musicale Don Juan             | Summertime                         |
| 2006/07   | Little Wing par Jimi Hendrix                                                         | N'as-tu pas Honte, Un grand homme est mort, Aimer par Felix Gray de Don Juan de la comédie musicale Don Juan | Vole par Céline Dion               |
| 2005-2006 | Like a Prayer (instrumental) par Madonna et Patrick Leonard                          | Les Feuilles mortes Hymne à l'amour                                                                          | Like a Prayer par Madonna          |
| 2004/05   | Dumky Piano Trio par Dvořák                                                          | L'Oiseau de feu par Igor Stravinsky                                                                          | Labour of Love par Frente          |
| 2003/04   | Metamorphoses par Willy Schwartz                                                     | Il était une fois le diable par Ennio Morricone                                                              | Paint It Black par Vanessa Carlton |